# Asceles glaber
Asceles glaber är en insektsart som beskrevs av Günther 1938. Asceles glaber ingår i släktet Asceles och familjen Diapheromeridae. Inga underarter finns listade i Catalogue of Life.